# 리카타

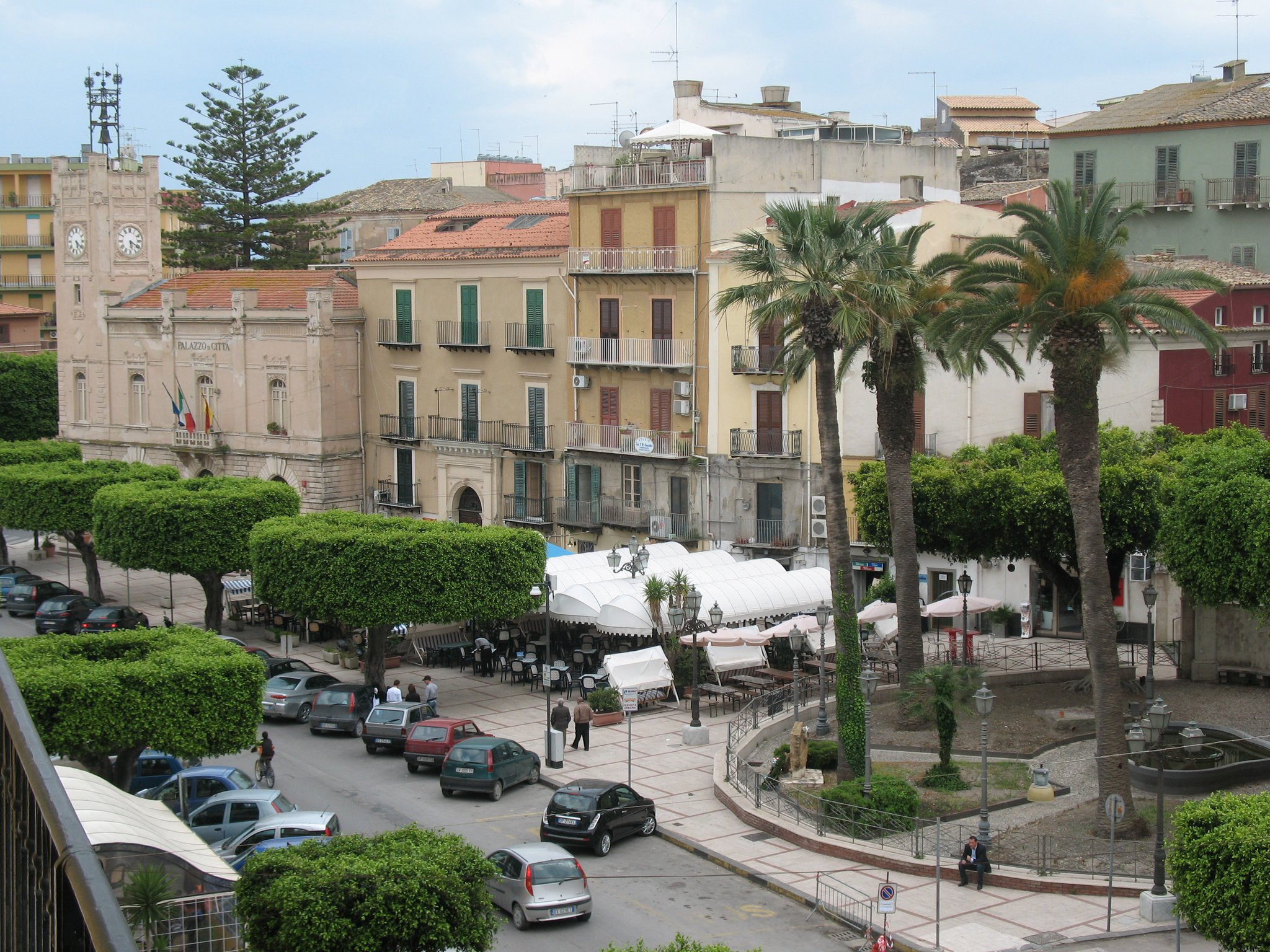

리카타(그리스어:Φιντίας, 라틴어:Phintias 혹은 Plintis;또한 이전에 Alicata)는 시칠리아의 남쪽 해안에 위치한 도시이자 코무네이다. (고대 히메라) 살소 강의 어귀와 대략 아그리젠토와 젤라 사이에 자리잡고 있다. 20세기로 들어서 개발된 주요한 항구이며, 황, 아스팔트, 치즈를 주로 선적한다.

## 자매 도시
- 프랑스, 세타스 (cestas)
- 독일, 라인하임 (reinheim)